# Variable bitrate
Variable bitrate (ou Variable bit rate, ou encore VBR), est un terme anglais que l'on peut traduire en français par : « taux d'échantillonnage variable », en opposition au constant bitrate (CBR).

## Description
Lors de la numérisation d'un signal, l'utilisation d'un taux (ou d'une fréquence) d'échantillonnage variable consiste à adapter le nombre d'échantillons prélevés sur le signal, à la complexité locale (ou instantanée) de celui-ci. Ceci s'oppose à la technique plus simple, Constant bitrate ou CBR, dans laquelle le taux d'échantillonnage est fixe.
Ainsi, dans le domaine du multimédia numérique, certains dispositifs de codage et décodage (ou codecs) de flux audio et vidéo appliquent ce principe et permettent d'atteindre un meilleur compromis entre la qualité de rendu d'une part et d'autre part la taille du fichier multimédia et le débit nécessaire pour le diffuser sur un réseau. Dans un flux vidéo, par exemple, plus de données seront prélevées par unité de temps pour une scène complexe que pour une image plus simple et figée. Il en sera de même pour les sons. Conséquence de l'utilisation d'un taux d'échantillonnage variable, la taille du fichier résultant d'une numérisation ne peut pas être calculée a priori à partir de la durée, contrairement au cas d'utilisation d'un taux d'échantillonnage constant.

## Utilisations
WMA, Vorbis, et AAC sont des formats qui peuvent, en option, être codés en VBR. Un fichier MP3 peut être enregistré avec un taux d'échantillonnage variant entre 8 et 320 kbit ; un taux plus bas occasionne une économie d'espace mais une qualité plus faible.